# Австралийский странник
Австрали́йский стра́нник (лат. Pedionomus torquatus) — вид птиц из монотипического семейства австрали́йских стра́нников (Pedionomidae) отряда ржанкообразных.

## Описание
Австралийский странник длиной от 15 до 19 см, размах крыльев составляет от 28 до 36 см, масса самца — от 40 до 80 г, масса самки — от 55 до 95 г. Крылья относительно короткие и закруглённые.
Окрас оперения коричневатого цвета. Нижняя часть тела до груди кремового цвета. По бокам и на груди чёрные пятна в форме полумесяца. На крыльях тёмный чешуйчатый рисунок. Верх головы и затылок тёмно-коричневые, лицо светлое, на его фоне сильно выделяются большие, жёлтые глаза. Клюв напоминает клюв дрозда и, как и ноги, от бурого до жёлтого цвета. Самки светлее чем самцы, на шее у них белая полоса с чёрными пятнами, а на груди красно-коричневое пятно. Вершины крыльев от тёмно-коричневого до чёрного цвета.

## Распространение
Обычный когда-то на востоке и юге Австралии вид теперь можно встретить только в небольших изолированных популяциях. Птицы обитают в открытых травянистых ландшафтах, степях и равнинах.

## Образ жизни
Птица живёт в парах или в группах численностью до 5 птиц. Если они чувствуют опасность, они убегают и прячутся в траве. Это, как правило, оседлые птицы, тем не менее, в южной Австралии они перелётные птицы.
Австралийский странник летает исключительно редко и плохо.

## Питание
Питание состоит из семян трав и листьев, а также беспозвоночных, таких как саранча, пауки, муравьи и жуки. Весной в рационе преобладают насекомые, а летом растительная пища.

## Размножение
После спаривания весной самка кладёт летом в глубокую, вырытую ямку, набитую растительным материалом от 2-х до 5-и яиц. Яйца с толстой скорлупой, грушевидной формы, имеют бледно-жёлтую окраску. Часто над гнездом сооружается крыша из длинных соломинок. Кладку высиживает только самец. После вылупления птенцы покидают гнездо и остаются вместе с самцом ещё 2 месяца. Часто в год бывает две кладки. Птицы достигают половой зрелости на втором году жизни. Продолжительность жизни в природе не известна, в неволе составляет 10 лет.

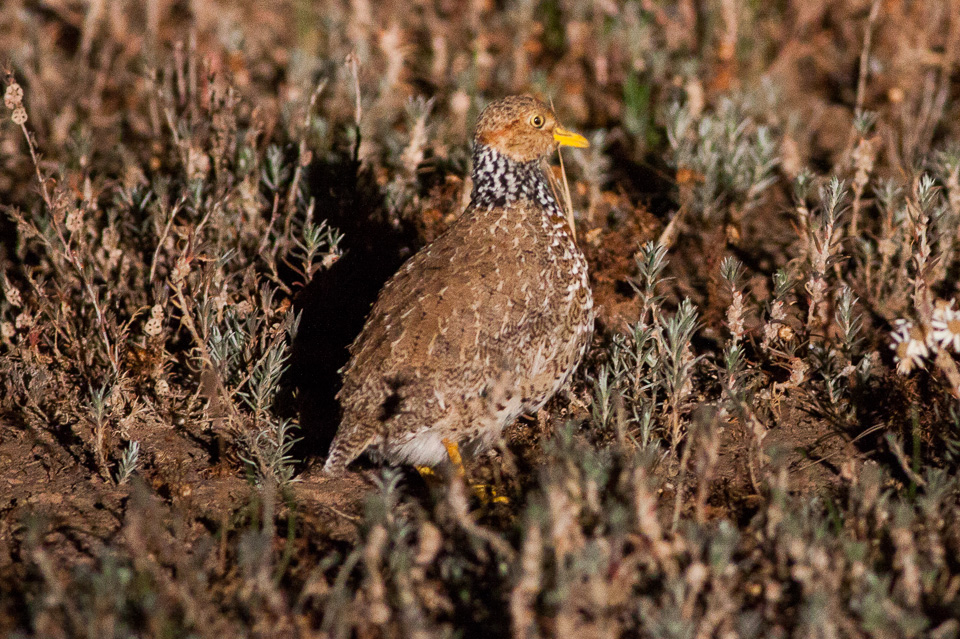
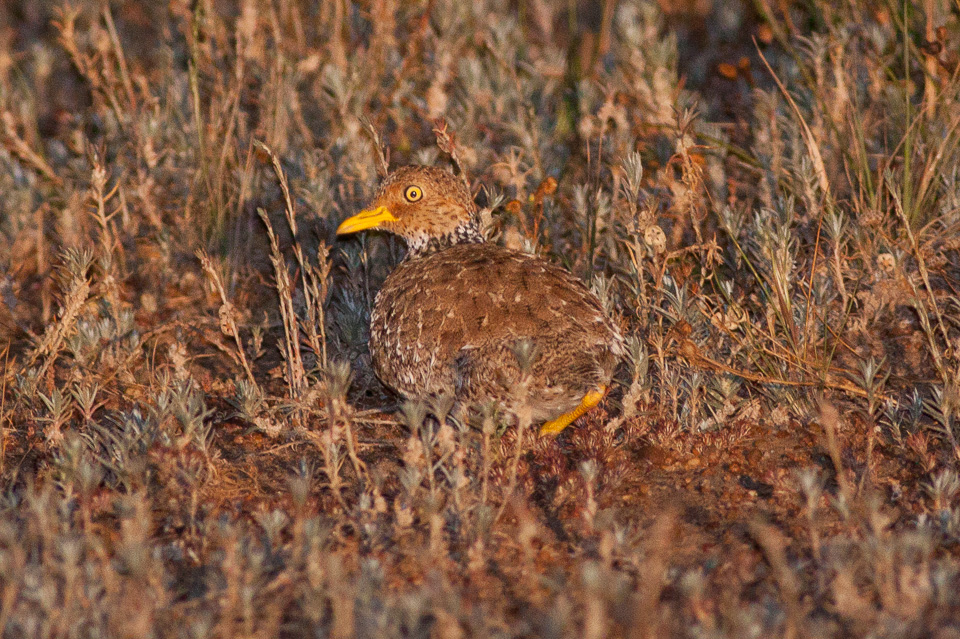
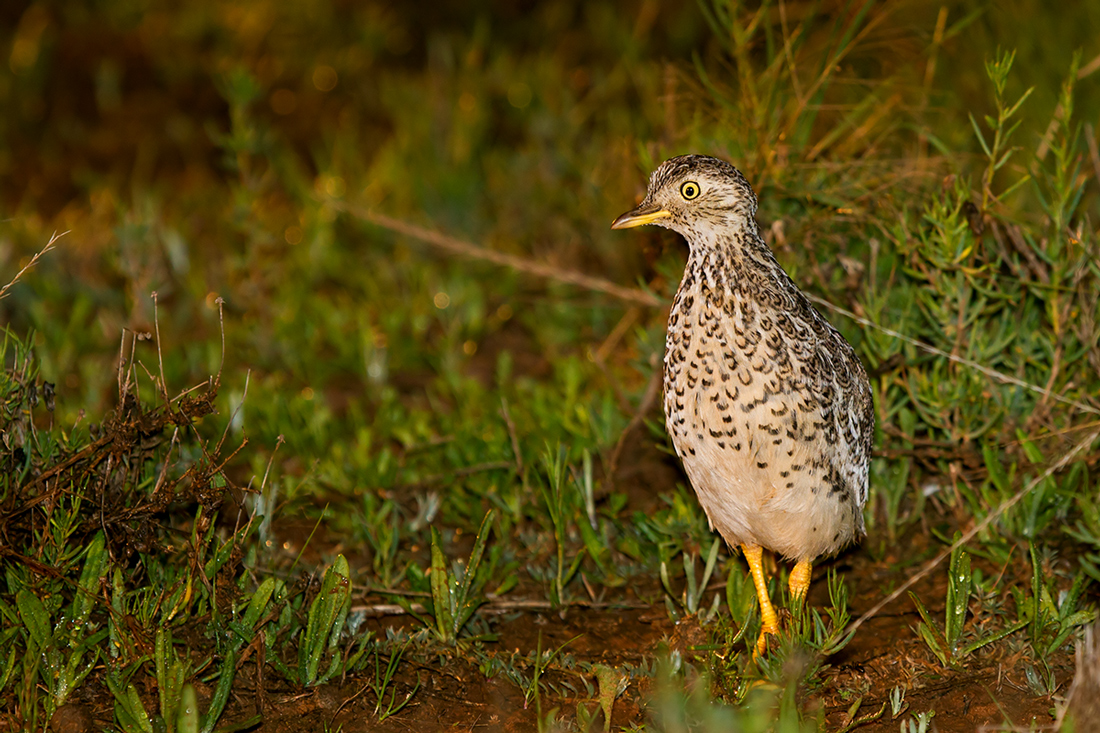